# Палендзе (Великопольське воєводство)
Палендзе (пол. Palędzie, нім. Brandrode) — село в Польщі, у гміні Допево Познанського повіту Великопольського воєводства.
Населення — 1054 особи (2011).
У 1975-1998 роках село належало до Познанського воєводства.
Через село Палендзe проїжджають автобуси приміських ліній 727 (Домбрувка – Познань Юніково) і 729 (Допево – Познань Оґроди). Неподалік від села, за його адміністративними межами (в Домбрувці), знаходиться залізнична станція Палендзe.

## Демографія
Демографічна структура станом на 31 березня 2011 року:
|          | Загалом | Допрацездатний вік | Працездатний вік | Постпрацездатний вік |
| -------- | ------- | ------------------ | ---------------- | -------------------- |
| Чоловіки | 531     | 121                | 378              | 32                   |
| Жінки    | 523     | 124                | 321              | 78                   |
| Разом    | 1054    | 245                | 699              | 110                  |